# الشطاح (فلم)
الشطاح هو فيلم كوميدي مغربي من إخراج لطفي أيت الجاوي، ومن بطولة عبد الإله رشيد، بنعيسى الجيراري، أيوب أبو النصر، جواد السايح، جمال العبابسي، وغيرهم. إنطلاق عرض الفيلم بالقاعات السينمائية المغربية ابتداءا من 25 يناير 2023.

## ملخص القصة
تدور أحداث الفيلم حول ربيع ابن إمام المسجد، شاب رياضي وطموح، يجد نفسه مجبرا على الرقص بزي نسائي مع إحدى الفرق الشعبية، للفوز بدعم أوروبي، سيمكنه من تجهيز قاعته الرياضية، والزواج من حبيبته جميلة.

## طاقم التمثيل
- عبد الإله رشيد: ربيع
- بنعيسى الجيراري: قائد الفرقة الشعبية
- أيوب أبو النصر
- جواد السايح
- جمال العبابسي
- أسماء الخمليشي
- بسمة مازوزي: جميلة
- زهور السليماني: خديجة
- عبد اللطيف شوقي: هاشم

## وصلات خارجية
- مقالات تستعمل روابط فنية بلا صلة مع ويكي بيانات